# Seleção Cingalesa de Voleibol Masculino
A seleção cingalesa de voleibol masculino é uma equipe asiática composta pelos melhores jogadores de voleibol do Sri Lanka. A equipe é mantida pela Federação Cingalesa de Voleibol (em inglês: Sri Lanka Volleyball Federation, SLVL). Encontra-se na septuagésima oitava posição do ranking mundial da FIVB segundo dados de 7 de julho de 2017.